# Sortie de route (accident)

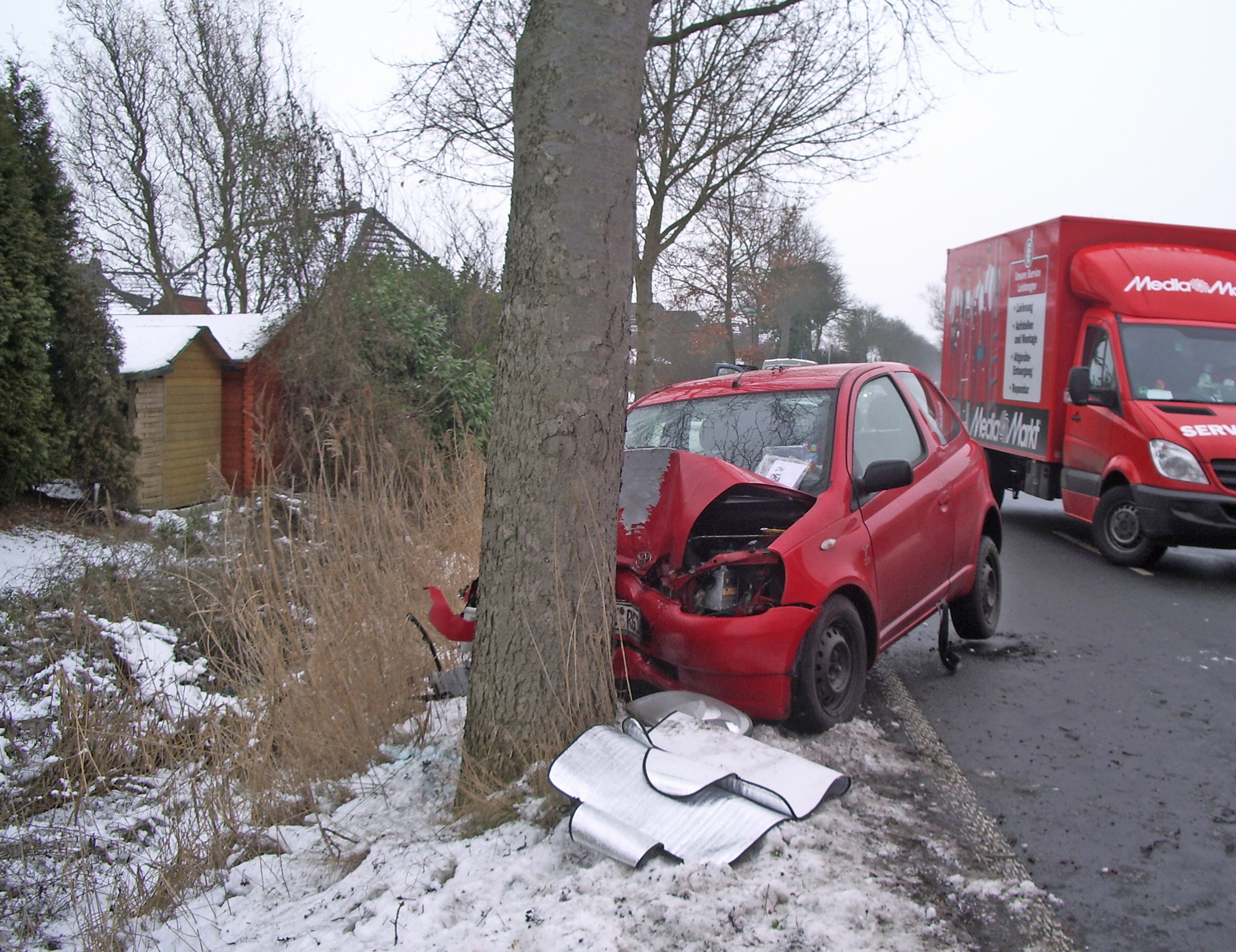
Une sortie de route avec collision avec un arbre

Une sortie de route désigne l'événement qui se produit lorsqu'un véhicule quitte la route.

## Occident
Les collisions en sortie de route sans tiers peuvent avoir diverses causes et facteurs y compris la vitesse, la charge du conducteur, les manœuvres évasives et l'inattention du conducteur.
Les collisions en sortie de route surviennent généralement du côté droit de la route (dans les pays à conduite à droite) ils peuvent aussi survenir du côté du terre-plein central sur les routes divisées en chaussées séparées, ou sur le côté gauche de la route, si le véhicule traverse le centre d'une route bidirectionnelle sans heurter aucun véhicule venant en sens inverse. 
L'OCDE a identifié que la sécurité routière rurale concerne ses pays membres et a publié Safety Strategies for Rural Roads (1999). La majorité (80%) des collisions meurtrières rurales concerne des collisions à un seul véhicule, en particulier les sorties de routes (au moins 35% des collisions meurtrières rurales) et les head-on collisions (environ 25%).

## France
En 2020, 43 % des personnes tuées le sont dans un accident sans tiers (un véhicule seul sans piéton) ;
En 2020, sur le routes départementales françaises, parmi les 388 automobilistes tués dans un accident sans tiers, 147 se sont tués contre un arbre et 71 dans un fossé ou talus.

## Union européenne
Entre 2007 et 2016, 95 000 personnes ont été tuées dans des collisions à un seul véhicule dans les pays de l'Union européenne.Cela représente un tiers des tués.
Ces collisions à un seul véhicule incluent les collisions de sorties de route, les collisions avec des rochers ou débris tombés sur la route, les renversements de véhicule sur la chaussée, et les collisions avec des animaux.

### Belgique
En Belgique, selon Vias, les sorties de routes (localement appelées run off road) sont les collisions les plus dangereuses avec 76 KSI pour 100 accidents de véhicules.

## Mesures anti-mortalité
En France les mesures mises en place incluent la zone de sécurité d'une route.

## Personnalités concernées
Ce type d'accident a concerné Paul Walker ou Dener Augusto de Sousa.

## Réferences
1. ↑  (en) Margaret Parkhill et Geni Bahar, « Managing Run-off-Road Collisions: Engineering Treatments with AMFs », 2006 Annual Conference of the Transportation Association of Canada, Charlottetown, Île-du-Prince-Édouard, Canada,‎ 2006 (lire en ligne).
2. ↑  LA SÉCURITÉ ROUTIÈRE 2020, La sécurité routière en France, Bilan de l'accidentalité de l'année 2020, ONISR, Septembre 2021
3. 1 2  European Commission, Traffic Safety Basic Facts on Single Vehicle Accidents, European Commission, Directorate General for Transport, June 2018
4. ↑  Leblud, J. Temmerman, P. & Schoeters, A. (2018). Dossier thématique Sécurité routière n° 19 Conducteurs et passagers en voiture. Bruxelles, Belgique : Institut Vias – Centre Connaissance de Sécurité Routière